# Kamionka Mała (Kwaczała)
Kamionka Mała – część wsi Kwaczała w Polsce, położona w województwie małopolskim, w powiecie chrzanowskim, w gminie Alwernia.
W latach 1975–1998 Kamionka Mała administracyjnie należała do województwa krakowskiego.